# ماسایوکی ماگاوا
ماسایوکی ماگاوا (انگلیسی: Masayuki Maegawa؛ زادهٔ ۲۰ ژوئن ۱۹۸۴) بازیکن فوتبال اهل ژاپن است.